# Reinhard Wenskus
Reinhard Wenskus (* 10. März 1916 in Saugen, Kreis Heydekrug; † 5. Juli 2002 in Göttingen) war ein deutscher Historiker.
Reinhard Wenskus machte 1933 die Mittlere Reife an der Herzog Albrecht-Schule in Tilsit und begann danach eine kaufmännische Lehre in Tilsit. Danach absolvierte er den zweijährigen Arbeitsdienst und war bis Kriegsende wehrpflichtiger Soldat. Nach der Entlassung aus amerikanischer Kriegsgefangenschaft legte er 1948 das Abitur an der Städtischen Abendoberschule Hannover ab. Von 1949 bis 1954 studierte er Geschichte, Vorgeschichte, Ethnologie und Germanistik an der Universität Marburg, wo er bei Helmut Beumann 1954 mit einer Arbeit über Brun von Querfurt promoviert wurde. Im selben Jahr legte er das Staatsexamen ab. Seit 1957 war er als wissenschaftlicher Assistent tätig. 1959 habilitierte er mit dem Thema Stammesbildung und Verfassung an der Universität Marburg. Seit 1961 lehrte er als Dozent in Marburg und seit 1963 als Nachfolger von Percy Ernst Schramm bis zu seiner Emeritierung 1981 als ordentlicher Professor für mittelalterliche Geschichte an der Universität Göttingen. 
Seine Arbeitsschwerpunkte waren die Historiographie und Verfassungsgeschichte, insbesondere des frühen Mittelalters, die Geschichte des Preußenlandes im Mittelalter und die Geschichte des Deutschen Ordens. Weiterer Schwerpunkt war das Reallexikon der Germanischen Altertumskunde, dessen Begründer er neben Herbert Jankuhn, Hans Kuhn, Kurt Ranke und Percy Ernst Schramm war. Zum Lexikon steuerte er 114 Artikel bei.
Wenskus gehörte ab 1961 als ordentliches Mitglied der Historischen Kommission für ost- und westpreußische Landesforschung an, war ab 1963 Mitglied der Historischen Kommission für Hessen und Waldeck, seit 1964 ordentliches Mitglied des Johann Gottfried Herder-Forschungsrates, ab 1969 ordentliches Mitglied der Akademie der Wissenschaften in Göttingen und seit 1967 des Konstanzer Arbeitskreises für mittelalterliche Geschichte. 1985 erhielt er den Kulturpreis der Landsmannschaft Ostpreußen und 1995 den Georg-Dehio-Preis der Esslinger Künstlergilde für wissenschaftliche Verdienste zu den Kulturlandschaften des Ostens. 1997 wurde er Ehrenmitglied der Historischen Kommission für ost- und westpreußische Landesforschung. Von der Universität Catania wurde er zum auswärtigen Mitglied gewählt.

## Schriften
- Sächsischer Stammesadel und fränkischer Reichsadel (= Abhandlungen der Akademie der Wissenschaften zu Göttingen, Philologisch-Historische Klasse. Folge 3, Nr. 93). Vandenhoeck & Ruprecht, Göttingen 1976, ISBN 3-525-82368-1.
- Stammesbildung und Verfassung. Das Werden der frühmittelalterlichen gentes, Böhlau, Köln u. a. 1961, (2., unveränderte Auflage. ebenda 1977, ISBN 3-412-00177-5).
- Studien zur historisch-politischen Gedankenwelt Bruns von Querfurt (= Mitteldeutsche Forschungen. 5, ISSN 0544-5957). Böhlau, Münster u. a. 1956, (Zugleich: Marburg (Lahn), Universität, Dissertation, 1953/1954).